# Dongfeng 41
Dongfeng 41 oder DF-41 (chin. 东风, „Ostwind“, NATO-Codename: CSS-20 (ehemals CSS-X-20 oder CSS-10)) ist die Bezeichnung einer mobilen landgestützten ballistischen Interkontinentalrakete der Volksrepublik China. Die Rakete wurde bei der Militärparade zum chinesischen Nationalfeiertag am 1. Oktober 2019 der Öffentlichkeit vorgestellt.

## Entwicklung
Die Dongfeng 41 ist die bis dahin leistungsstärkste in China entwickelte Interkontinentalrakete. Die Entwicklung der DF-41 durch das Konstruktionsbüro ARMT begann in den frühen 2010er-Jahren. Sie ist vom Konzept her den russischen fahrzeugbasierten ICBMs wie Topol-M und Jars/Jars-M ähnlich. Der erste Teststart dieser Rakete fand im Jahr 2013 statt, der zweite erfolgte 2014. Kurz danach wurde die Existenz der Atomrakete von den chinesischen Behörden erstmals bestätigt. Die erste offizielle Vorstellung der Rakete samt mobiler Startrampe erfolgte bei der Militärparade zum chinesischen Nationalfeiertag am 1. Oktober 2019.
Die U-Boot-gestützte ballistische Interkontinentalrakete JuLang-3 basiert auf der DF-41.

## Technik
Ähnlich wie die russischen Pendants hat auch die DF-41 drei Hauptantriebstufen mit Feststoff-Raketentriebwerken. Sie hat eine geschätzte Reichweite von mindestens 12.000 km und trägt bis zu zehn MIRVs. Es wird angenommen, dass die DF-41 eine vergleichbare Reichweite wie die ältere flüssigkeitsbetriebene DF-5B hat. Die Reichweite würde reichen, um alle Gebiete der USA, Europas und Russlands zu erreichen. Nach dem Start soll die DF-41 etwa 30 Minuten benötigen, um Ziele in den Vereinigten Staaten zu erreichen.
Die DF-41-Rakete wird von einem achtachsigen HTF5980-LKW von Taian mit der Antriebsformel 16×16 transportiert. Zudem dient der LKW als mobile Startrampe für die Rakete. Es wird gemutmaßt, dass bei der Konstruktion auf belarussische Expertise zurückgegriffen wurde. Am 5. Dezember 2015 führte China einen Startversuch mit einer neuen schienenmobilen Version der DF-41 durch, ähnlich der russischen RT-23 Molodets.